# Писарівщина (Чернігівський район)
Писарівщина — колишнє село в Україні, Чернігівському районі Чернігівської області. Підпорядковувалось Олишівській селищній раді.
Розташовувалося за 5 км на північний схід від Пакуля, на висоті 116 м над рівнем моря. Складалося з єдиної вулиці довжиною бл.1 км. Суцільної забудови не було. У останні десятиліття існування складалося із бл.10 окремо розташованих дворів
Вперше хутір згаданий у 1920-х роках.
За даними 1987 року у селі мешкало 10 осіб. 
18 грудня 1996 року Чернігівська обласна рада зняла село з обліку.